# Drusus carpathicus
Drusus carpathicus är en nattsländeart som beskrevs av Dziedzielewicz 1911. Drusus carpathicus ingår i släktet Drusus och familjen husmasknattsländor. Inga underarter finns listade i Catalogue of Life.